# Tai (futebolista)
Taianan Imberê Linhares Welker, mais conhecido como Tai (Passo Fundo, 13 de março 1987), é um ex-futebolista brasileiro que atuava como meia.

## Carreira
Iniciou sua carreira no Internacional. No início de sua carreira, corriam boatos de que o jogador iria para o PSV Eindhoven, mas isto não chegou a se concretizar. Sem oportunidades de se firmar, Taianan foi jogar no Maccabi Netanya, de Israel. Após essa rápida passagem pelo Oriente Médio, o jogador voltou ao Brasil, desta vez, para defender o rival do time que o revelou, o Grêmio. Neste clube, ele também não foi utilizado, jogando pelos juniores, já que tinha 20 anos à época. Com o final de seu empréstimo, ele voltou ao futebol israelense.
Em 2008 Taianan defendeu o CSKA Sofia, clube de futebol da Bulgária. Defendeu o Paraná Clube no ano de 2011. Em 2012, defendeu as cores do Esporte Clube São José, um tradicional clube de Porto Alegre.